# Betty Clay Baden-Powell
Betty Saint Clair Baden-Powell (16 de abril de 1917 -  Somerset, 24 de abril de 2004), fue la hija menor de Olave Saint Claire Soames, primera guía del Guidismo y de Robert Baden-Powell, fundador del movimiento Scout. Era nieta del reverendo Baden Powell. En 1997 recibió la medalla de Comendadora de la Orden del Imperio Británico (CBE).

## Biografía
Betty se educó en la Escuela Westonbirt de Gloucestershire y en la St James 'School de Great Malvern en Worcestershire, inscribiéndose en los "Brownies" (sección femenina de los Scouts) tan pronto como tuvo edad para ello. Mientras estaba interna en St James 'School, se unió a la compañía de las Guías Mayores de la escuela.
Acompañó a sus padres en muchas giras oficiales, incluidas algunas al extranjero. La primera fue el viaje inaugural del crucero "SS Duquesa de Richmond" por el Mediterráneo y la costa occidental de África del 26 de enero al 8 de marzo de 1929, cuando Betty tenía 11 años. Otros viajes fueron a Suiza en 1931, y nuevamente en 1932 para la inauguración de "Nuestro Chalet" (centro excursionista suizo); a Sudáfrica, y también los dos primeros "Cruceros de la Paz" - en el "SS Calgaric" en 1933 y en el "RMS Adriatic" en 1934; así como la vuelta alrededor del mundo realizada el primer jamboree australiano pan Pacífico de scouts celebrado en Frankston (Melbourne) del 27 de diciembre de 1934 al 13 de enero de 1935. También hizo con sus padres un viaje por África en 1935-1936, donde conoció a su esposo, Gervas Clay (16 de abril de 1907 - 18 de abril de 2009), un comisionado de distrito en el Servicio Colonial de Su Majestad en Rhodesia del Norte (actual Zambia).
Después de casarse, en 1936, el matrimonio, que tuvo cuatro hijos, se mudó a Rhodesia del Norte, donde se hizo lobato jefe de la manada de su hijo menor. Fue una guía activa en Rhodesia del Norte, y finalmente se convirtió en la comisionada de colonia de guías. A su regreso a Inglaterra, a Somerset, en 1964, Betty continuó con su participación en los Scouts. Fue presidenta de la Asociación de Guías de la Región Sudoeste de 1970 a 1991. En 1978 fue nombrada vicepresidenta de la Asociación de Guías. En 1985 fue nombrada vicepresidenta de la Asociación Scout.
En reconocimiento a su servicio, Betty Clay ha recibido numerosas condecoraciones de las Asociaciones de Guías y Exploradores: El "Lobo de Plata de los Scouts" en 1984 y el premio "Pez de Plata de los Guías" en 1995. En 1993, se convirtió en la segunda persona en recibir el premio honorífico Insignia de madera de Gilwell Park. 
En 1997 fue nombrada Comendadora de la Excelentísima Orden del Imperio Británico (CBE).

## Muerte
Murió a los 87 años, el 24 de abril de 2004, en la residencia de ancianos Elliscombe House de Somerset, donde se recuperaba de una caída en su casa. Fue incinerada en el Crematorio Yeovil el miércoles 5 de mayo de 2004. Cinco años después falleció su esposo Gervas.

## Legado
Biblioteca "Betty Clay" de la Asociación Scout que se encuentra en Gilwell Park.